# 華碩智慧蔬果洗淨偵測器
華碩智慧蔬果洗淨偵測器是由華碩生產的一款食品安全監測設備，於2020年10月29日正式上市，隸屬於華碩物聯網產品。

## 研發背景
工業技術研究院於2019年台北國際電腦展覽會表示其與華碩在智慧物聯網領域合作，由其利用微型光譜感測技術分析特定物質的光譜波長研發的「微型蔬果洗淨檢測系統技術」，與華碩擅長的物聯網應用及大數據分析，初期將針對民眾關心的智慧飲食感測，開發新世代的光學式蔬果洗淨感測器。此裝置的設計概念主要是「過去多民眾常糾結買回家的蔬果要如何清洗才能夠洗得乾淨、吃得安心」，因此雙方鎖定智慧物聯網技術合作的第一步就是新式蔬果洗淨感測器的開發。

## 裝置設計
此裝置的產品包裝內，附有裝置一台、充電頭及無線充電座，而裝置下部具可有效防止菜葉流入的螺旋狀濾網。裝置整體外型採用蛋形設計，在其使用模式中，分別提供靜態沉浸、動態流水兩種模式。

## 系統操作
裝置內建獨家智慧光譜偵測，放入洗滌水中自動檢測農藥濃度並透過燈號顯示洗淨結果，且可透過其搭配的應用程式自動記錄洗滌時間與清洗結果，使用者亦能登錄蔬果品項、購買地點等日誌分享給親友，一起掌握健康飲食資訊。此裝置具智能入水自動偵測，放進洗菜籃與蔬果一同清洗，入水後就會自動偵測，僅10秒鐘就能得知蔬果的洗滌狀況。

## 獎項
華碩智慧蔬果洗淨偵測器於2021年獲台灣精品獎，並於同年獲德國紅點設計大獎頒消費科技類的最佳產品獎。

## 外部連結
- 華碩智慧蔬果洗淨偵測器 （页面存档备份，存于）